# Guinagourou
Guinagourou est l'un des six arrondissements de la commune de Pèrèrè dans le département du Borgou au Bénin.

## Géographie

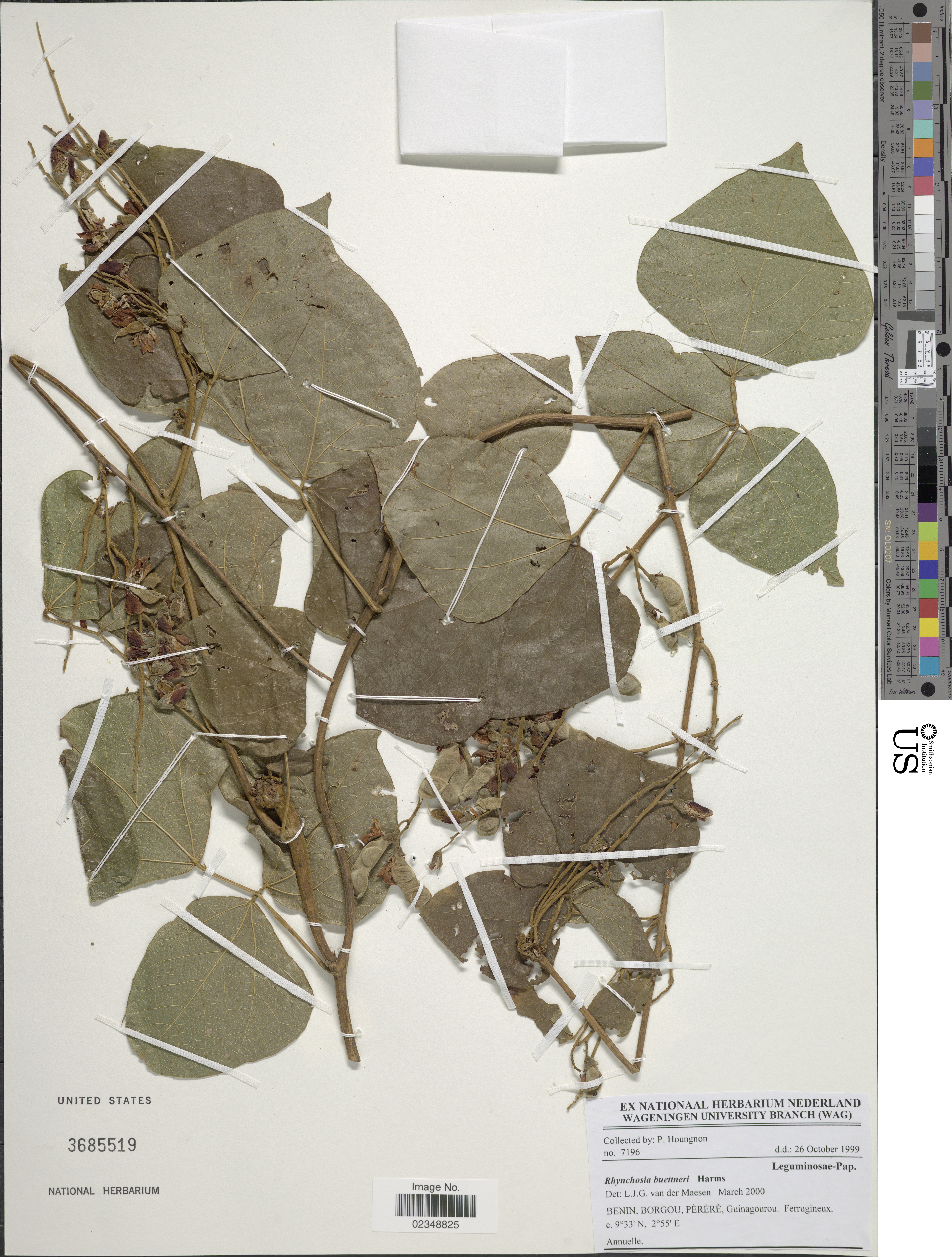
Spécimen de Rhynchosia buettneri récolté à Guinagourou.

L'arrondissement de Guinagourou est situé au nord-est du Bénin et compte 20 villages, parmi lesquels  : Alafiarou, Bougnakou, Gando-Alafiarou, Gommey, Gounkpade, Sonon, Guinagourou, Guinagourou-peulh, Nassy et Wondou.

## Démographie
Selon le recensement de la population de 2013 conduit par l'Institut national de la statistique et de l'analyse économique (INSAE), Guinagourou compte 26722 habitants  .